# Église Saint-Joseph-des-Théatins de Palerme
L'église Saint-Joseph-des-Théatins, (italien : chiesa di San Giuseppe dei Teatini ; sicilien : crèsia di San Giuseppi dî Teatini ; latin : Ecclesia Sancti Iosephi Theatinorum) est située dans la ville sicilienne de Palerme, près du Quattro Canti et est considérée comme l'un des exemples les plus remarquables du baroque sicilien à Palerme.

## Histoire et description
L'église a été construite au début du XVIIe siècle par Giacomo Besio, membre génois de l'ordre des Théatins. Sa façade est majestueuse mais simple. Dans la niche centrale se trouve la statue de San Gaetano, fondateur de l'ordre des Théatins. Un autre élément frappant est le grand dôme recouvert de majoliques bleues et jaunes. Le tambour décoré de doubles colonnes a été conçu par Giuseppe Mariani. Le campanile a été conçu par Paolo Amato. 
L'intérieur présente un plan en croix latine avec une nef et deux bas-côtés, séparés par des colonnes en marbre de hauteur variable. La décoration intérieure est un défilé d'art baroque, avec des stucs de Paolo Corso et Giuseppe Serpotta. De grandes fresques sont visibles dans la nef, dans la voûte du transept peintes par Filippo Tancredi, Guglielmo Borremans et Giuseppe Velasco. Les fresques ont été gravement endommagées pendant la Seconde Guerre mondiale, puis restaurées avec précision. L'œuvre d'art la plus importante est cependant un crucifix en bois de Fra Umile da Petralia (it) . 
La crypte abrite les vestiges d'une ancienne église, dédiée à la Vierge de la Providence.

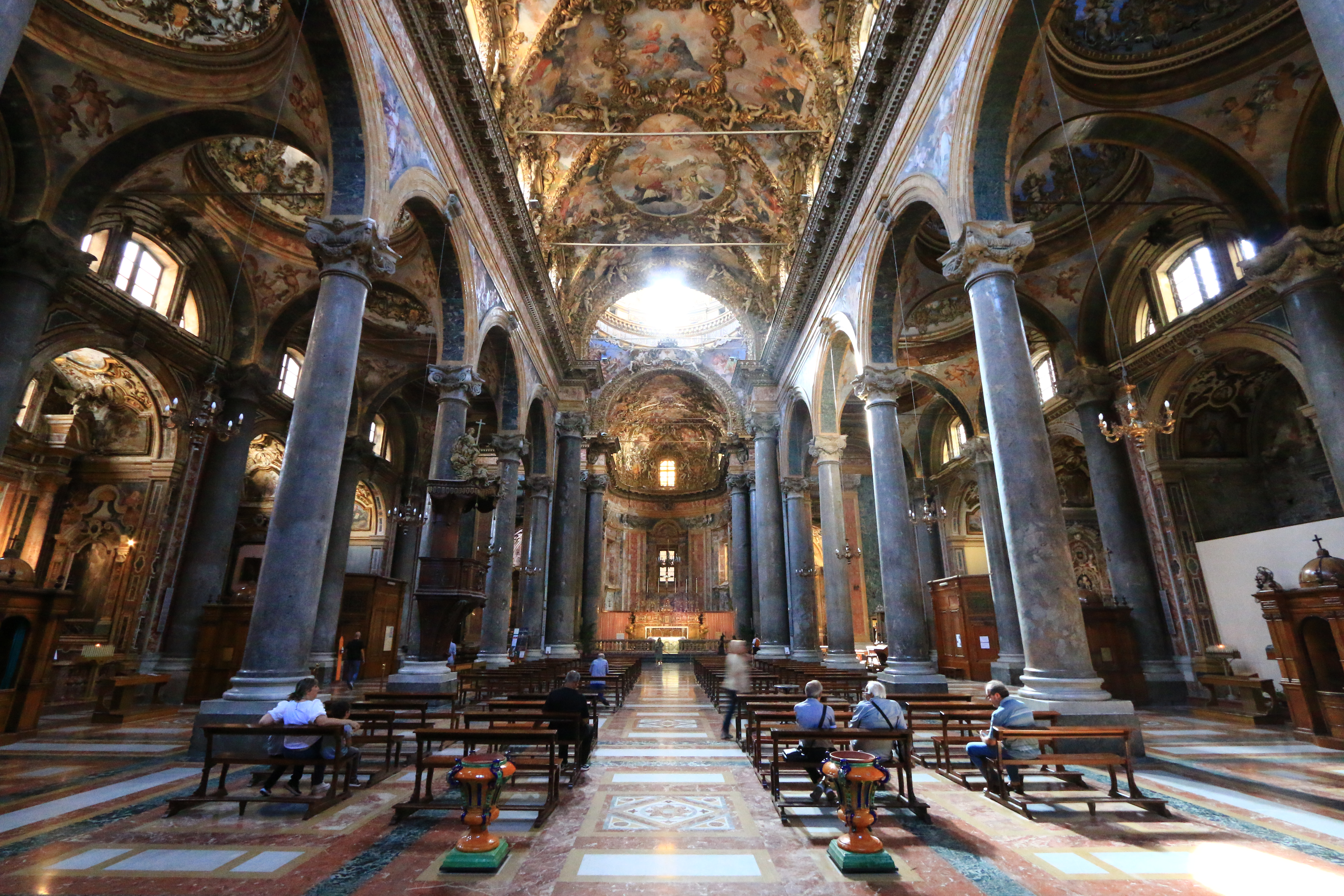
Intérieur de l'église.
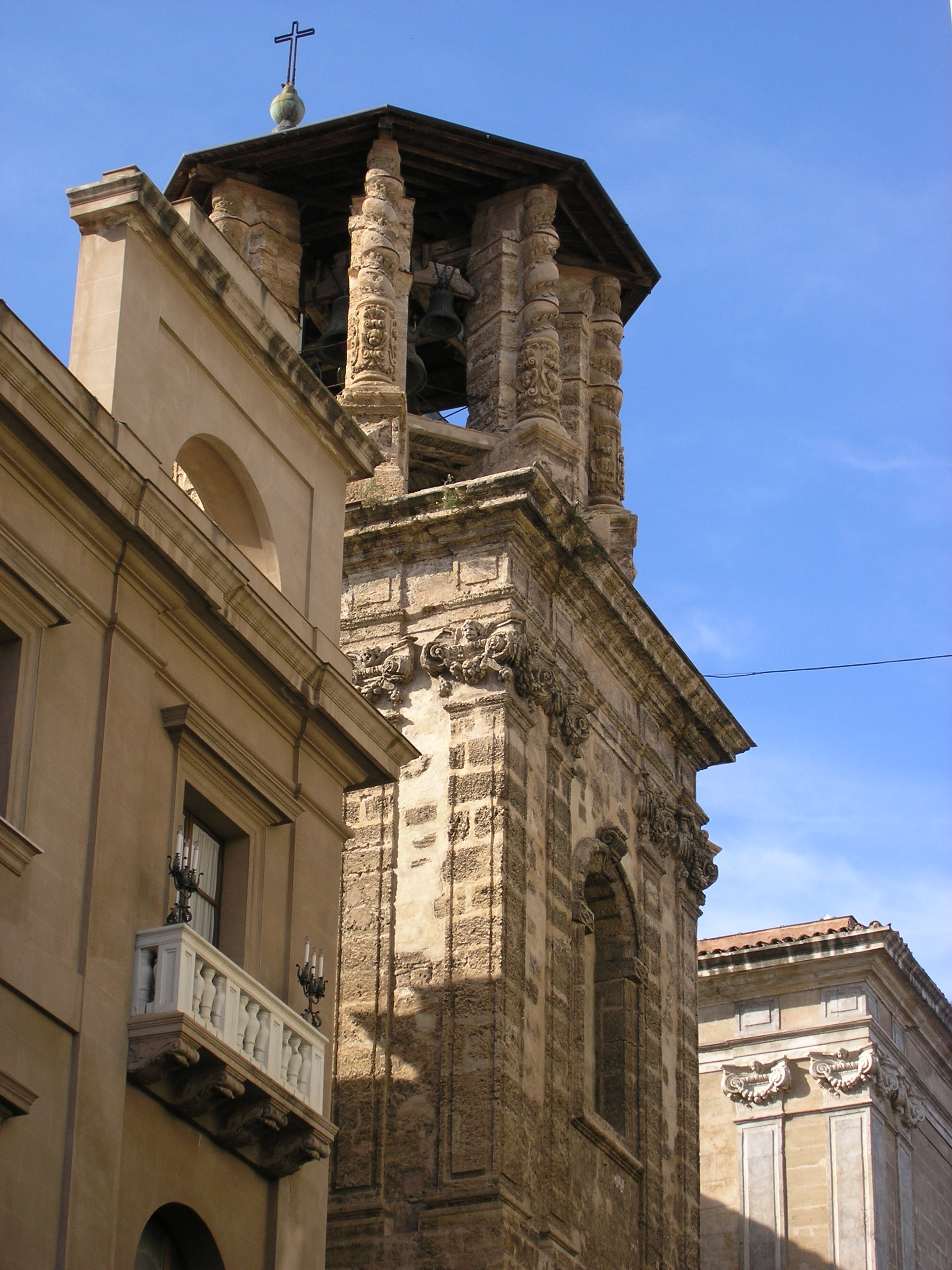
Campanile.
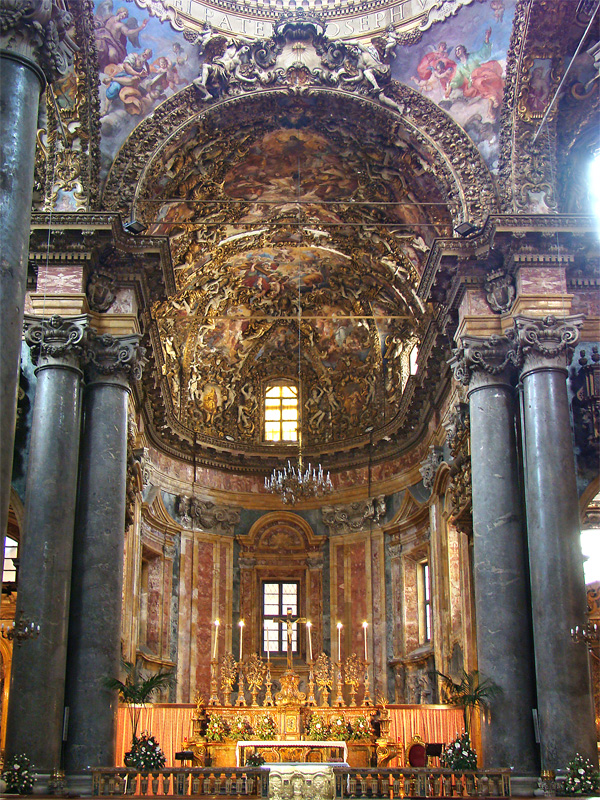
Abside et maître-autel.
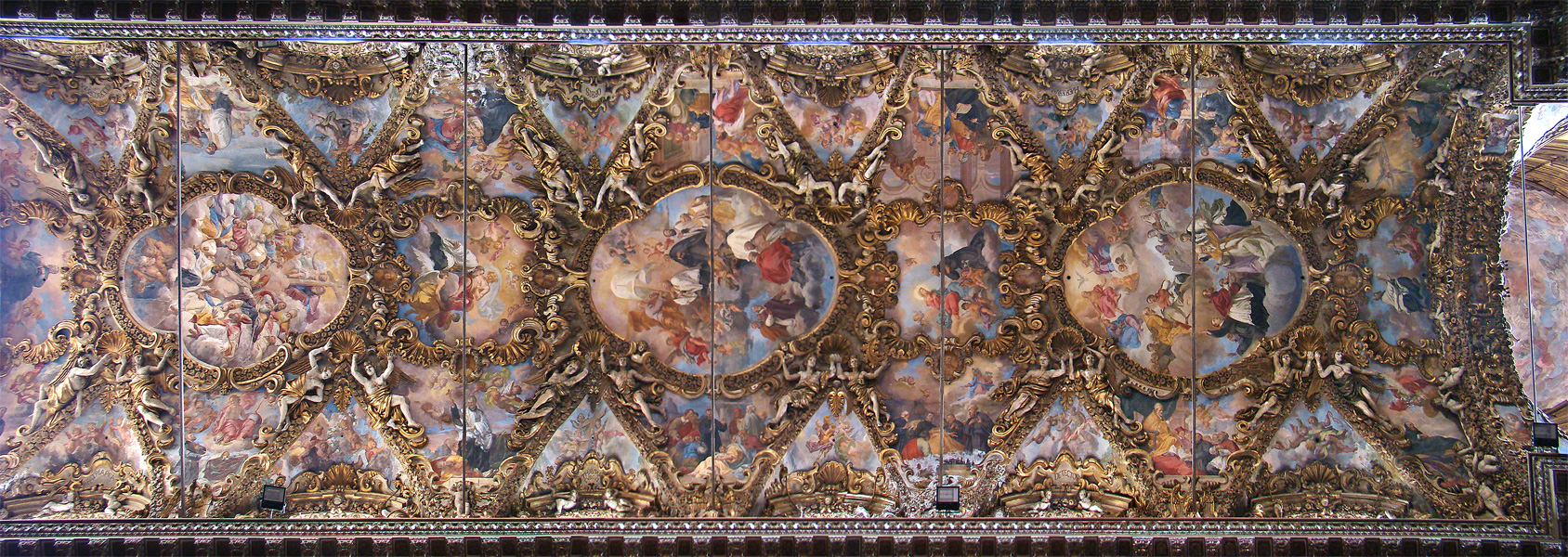
Fresques de la voûte.